# RAF Regiment
Le Royal Air Force Regiment (RAF Regiment) fait partie de la Royal Air Force et fonctionne comme un corps d'armée spécialisé, fondé par un ordre royal en 1942. Le Corps s'acquitte des tâches de soldat liées à l'apport de la puissance aérienne. Les opérations d’évacuation des non-combattants (NEO), la récupération des pilotes tombés au combat (JPR) et la défense en profondeur des aérodromes par des patrouilles dans une vaste zone d’opérations en dehors des aérodromes dans des environnements hostiles. En outre, le régiment de la RAF fournit des Joint Terminal Attack Controllers (JTAC) à l’armée britannique et aux Royal Marines, ainsi qu’un contingent de la taille d’un peloton auprès du groupe de soutien des forces spéciales.
Le régiment de la RAF est formé à la défense NRBC (nucléaire, radiologique, biologique et chimique) et est équipé de véhicules de pointe ainsi que de moyens de mesures et de détection. Les instructeurs du régiment RAF sont chargés de former tout le personnel de la Royal Air Force à la protection élémentaire de la force, telle que les premiers secours, le maniement des armes et les compétences NRBC.
Le régiment et ses membres sont connus au sein de la RAF sous les noms de « The Regiment », « Rock Apes » ou « Rocks ». Après 32 semaines de stage d'artilleur-mitrailleur, ses membres sont entraînés et équipés pour empêcher toute attaque ennemie, minimiser les dégâts causés, et veiller à ce que les opérations aériennes puissent se poursuivre sans délai après une attaque. Les escadrons de régiment de la RAF ont recours à des tactiques de défense agressives consistant à rechercher activement des infiltrés dans une vaste zone entourant les aérodromes.

## Historique

### Formation
La genèse du régiment RAF a été la création de la 1re compagnie de véhicules blindés de la RAF en 1921 pour des opérations en Irak, suivis peu de temps après par la 2e compagnie de véhicules blindés de la RAF et la 3e compagnie de véhicules blindés de la RAF. Ils étaient équipés de voitures blindées Rolls-Royce et assuraient des opérations de police dans tout le Moyen-Orient dans les années 1920.

### Seconde Guerre mondiale

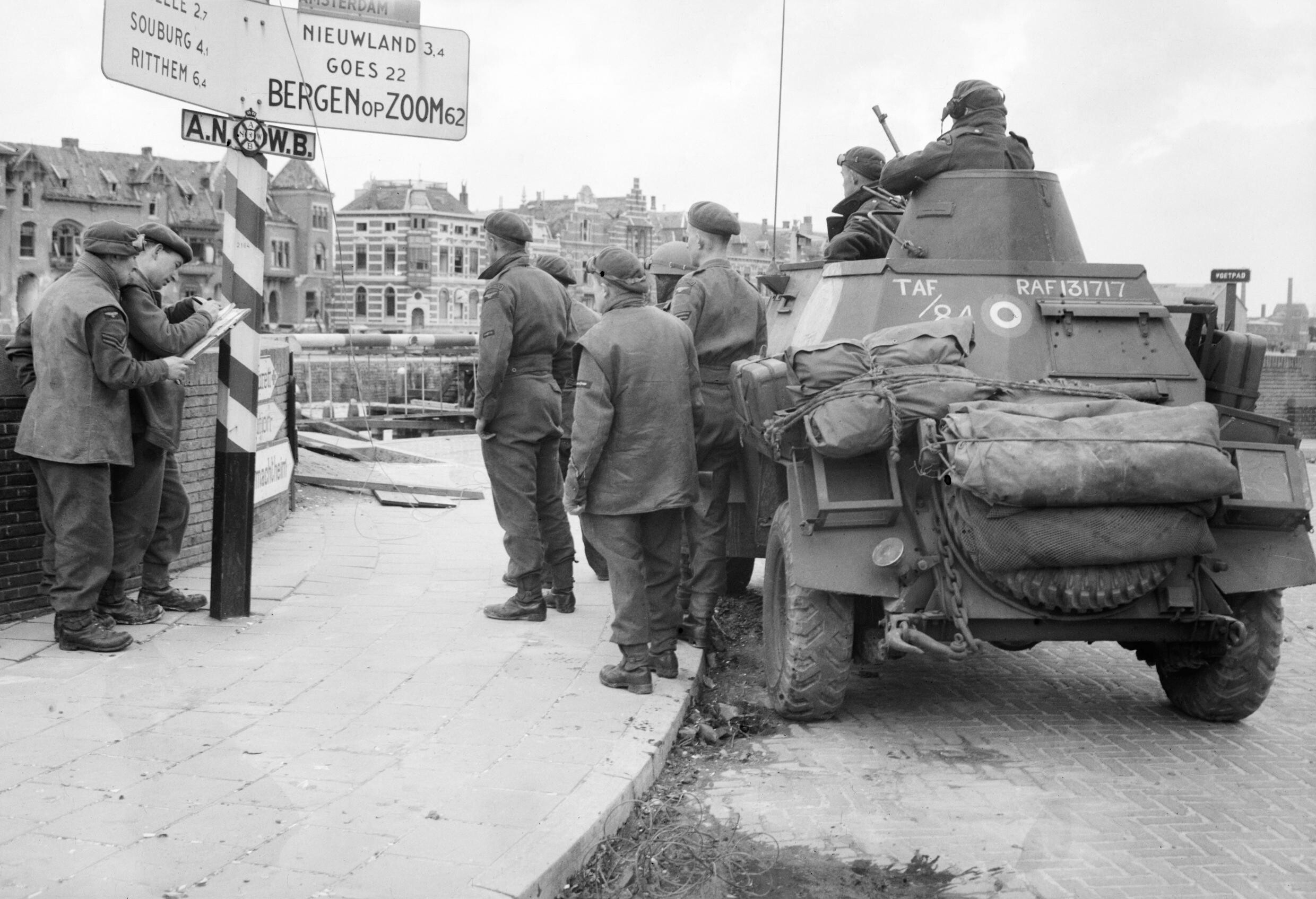
Un LRC Humber de la RAF à Middelburg, aux Pays-Bas, pendant l'opération Infatuate, en novembre 1944

Pendant la Seconde Guerre mondiale, avec son premier quartier général établi sur la RAF Belton Park, à Grantham, dans le Lincolnshire, le régiment de la RAF est créé, le 1er février 1942. Depuis le début, il comptait 66 000 membres provenant des anciennes escadres de défense No 701-850., Le nouveau régiment était composé d'escadrons de campagne et d'escadrons anti-aériens légers, ces derniers étant à l'origine armés de canons Hispano de 20 mm, puis du canon anti-aérien Bofors de 40 mm. Son rôle consistait à saisir, sécuriser et défendre des aérodromes pour permettre la tenue d'opérations aériennes. Plusieurs escadrons de parachutistes ont été formés pour aider à la capture des aérodromes, une capacité conservée par l'escadron no  II. Il monta la garde du roi et de la reine au palais de Buckingham pour la première fois le 1er avril 1943. Pendant la guerre, le régiment de la RAF comptait plus de 80 000 hommes.
À la fin du mois de juin 1944, l'armée britannique participant à la bataille de Normandie subit de lourdes pertes tout en souffrant d'une grave pénurie de personnel, il fut alors décidé de transférer 25 000 officiers et hommes du régiment de la RAF dans l'armée, principalement dans l'infanterie.
La campagne de la Seconde Guerre mondiale dans le nord-est de l'Inde et le nord de la Birmanie s'est déroulée dans la jungle et les montagnes, sur des routes peu ou pas existantes, ce qui a facilité l'infiltration de patrouilles ennemies derrière les lignes de front. Ceci a été surmonté en tenant des "boîtes" défensives principalement ou entièrement alimentées par air. La défense des aérodromes avancés proches des principales concentrations de l'armée était essentielle à cette tactique. Une école d’entraînement et un dépôt pour le régiment de la RAF ont été créés à Secunderabad en octobre 1942 afin de former les anciens aviateurs de la défense terrestre. Son cours d'assaut était considéré comme plus difficile que tout ce que l'armée avait en Inde. Six escadrons de campagne et soixante-dix groupes ont été initialement formés, formés par 160 officiers et 4 000 subalternes. Les unités du régiment ont défendu les aérodromes et les unités de radars mobiles avancés en Arakan lors de la campagne d’Arakan à la fin de 1942 et au début de 1943.
Au cours de la bataille d'Imphal, tous les ravitaillements et renforts ont dû être transportés par avion entre le 29 mars et le 22 juin 1944, les unités du régiment de la RAF assurant une défense essentielle du terrain d'aviation. Suite à l’échec de l’opération japonaise U-Go, il fut décidé de poursuivre les restes de la 15e armée japonaise en Birmanie pendant la mousson, avec des précipitations moyennes de 254 mm par jour.
Le régiment de la RAF a combattu comme escadrons de campagne, blindés et anti-aériens légers (LAA), en Afrique du Nord, au Moyen-Orient, en Italie, dans les Balkans et en Europe du Nord-Ouest, ainsi qu'avec 68 escadrons de la LAA défendant le Royaume-Uni contre les attaques V1, au sein de l’opération Diver, aux côtés des batteries lourdes antiaériennes et LAA du Royal Artillery. Entre autres choses, les unités du régiment de la RAF ont été les premières forces britanniques à arriver à Paris, parmi les premières à entrer à Bruxelles, et le chef d'escadron Mark Hobden et ses troupes ont arrêté le successeur de Hitler, le grand amiral Karl Doenitz, à son quartier général à Flensburg.
Le 5 décembre 1944, douze escadrons de la RAF ont été déployés sur divers aérodromes du sud de la Grèce. Ils se sont engagés dans des combats avec les Forces communistes grecques (ELAS) qui souhaitaient destituer le gouvernement grec à cette époque. Le 284e Escadron de campagne est la première unité de la RAF à arriver à Berlin-Ouest en 1945 pour protéger la Luftwaffe Flugplatz Gatow.

### Après guerre

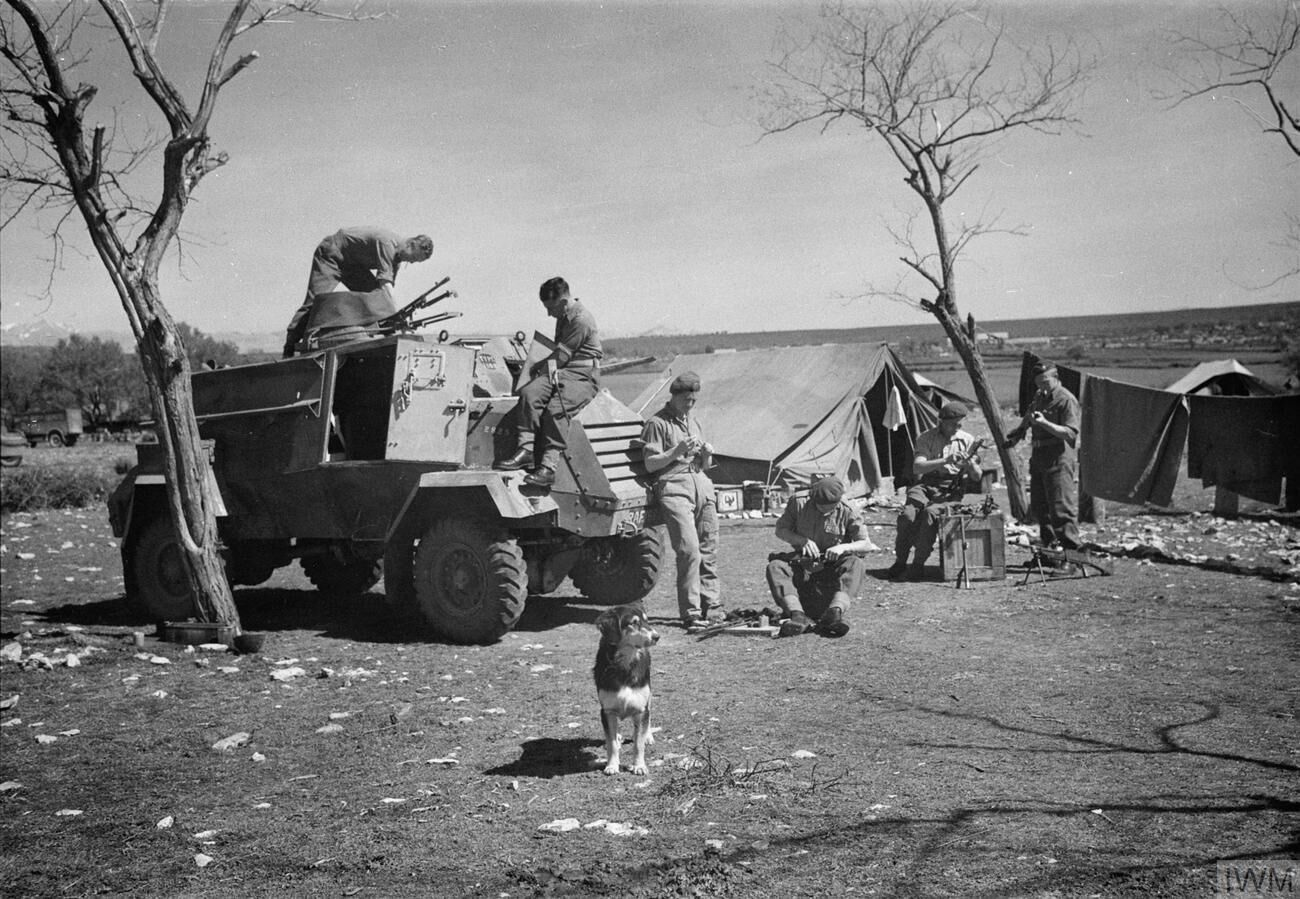
Le Régiment de la RAF Otter sur l'aérodrome de Prkos en Yougoslavie en 1945

Le roi George VI est devenu le commodore en chef du régiment des forces aériennes en 1947. Il décida ensuite de présenter son drapeau royal en 1952, à l'occasion du 10e anniversaire de la fondation du régiment RAF. Le roi, cependant, mourut à cette époque, et la reine Elizabeth II présenta à la place le drapeau de la reine un an plus tard.
La déclaration illégale d'indépendance de la Rhodésie en novembre 1965 a nécessité un soutien à la Zambie, qui avait désespérément besoin de défense aérienne. Dans une réponse rapide, des Gloster Javelin ont été déployés et un escadron de la RAF Regiment a également été déployé depuis le Royaume-Uni pour assurer la défense au sol. L’agilité du régiment a été démontrée dans sa capacité à embarquer des hommes 51e Escadron 6 heures après l’appel au déploiement. À l'extrémité est de l'Empire, du personnel des escadrons de la RAF basés à Singapour se sont déployés à Hong Kong en 1968 pour contribuer au maintien de la sécurité et de la confiance. Le régiment de la RAF a continué de s’impliquer à Hong Kong jusqu’au milieu des années 1970, assurant à la fois la protection de la RAF Kai Tak et de la station radar de Tai Mo Shan.

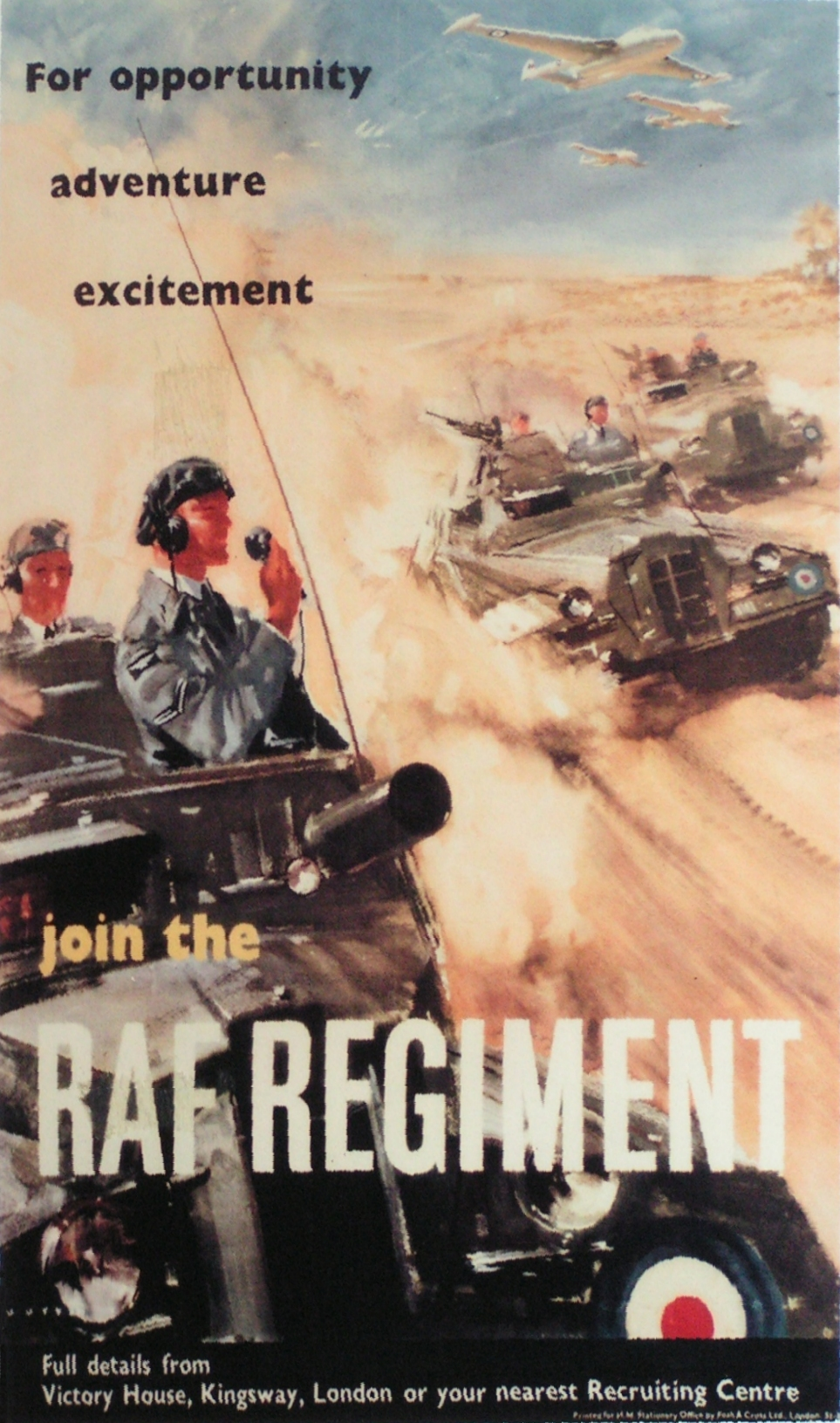
Une affiche de recrutement des années 1950.

En 1974, le système de missile sol-air Rapier est entré en service au sein du régiment de la RAF et a équipé quatre escadrons protégeant quatre aérodromes de la RAF en Allemagne. Des détachements de Rapier, en particulier ceux de la RAF Gutersloh, se sont déployés à San Carlos Beach Head pendant le conflit des Malouines pour assurer une couverture anti-aérienne.
Des escadrons blindés légers, équipés de véhicules légers à chenilles FV101 Scorpion et FV107 Scimitar ont continué à être utilisés dans les années 1980. À partir des années 1980 également, des unités telles que le 19e Escadron ont été équipées de Rapier et ont été chargées de défendre les bases aériennes de l'US Air Force telles que la RAF Upper Heyford.
En juillet 2004, il a été annoncé que le rôle de défense sol-air serait transféré à l'Artillerie royale britannique et que les quatre escadrons de défense sol-air du Royal Air Force Regiment seraient dissous.
En juillet 2017, le prince Harry a rendu visite à la RAF Honington au nom de la reine pour présenter une nouvelle couleur au régiment de la RAF. La nouvelle couleur fut attribuée pour célébrer le 75e anniversaire de la formation du régiment en 1942.

## Structure en 1989
La structure en 1989 était la suivante :
- Commandant-General of the RAF Regiment (en), RAF Catterick
  - RAF Fire Service, RAF Catterick
  - No. 3 Wing RAF Regiment, RAF Catterick, contrôle administratif des escadrons britanniques non affectés
    - No. 3 Squadron RAF Regiment (en), RAF Aldergrove (en), (Infanterie)
    - No. 58 Squadron RAF Regiment, RAF Catterick, (Blindés légers, 15x Spartan, 6x Scorpion)
    - No. 27 Squadron RAF Regiment (en), RAF Leuchars, (Défense sol-air, 8x stations de lancement Rapier)
    - No. 48 Squadron RAF Regiment, RAF Lossiemouth, (Défense sol-air, 8x stations de lancement Rapier)

  - No. 5 Wing RAF Regiment, RAF Hullavington (en), contrôle administratif des escadrons d'infanterie soutenant la force britannique Harrier
    - No. 2 Squadron RAF Regiment (en), RAF Hullavington (en), (Blindés légers/Parachutistes, 15x Spartan, 6x Scorpion)
    - No. 15 Squadron RAF Regiment (en), RAF Hullavington (en), (Blindés légers, 15x Spartan, 6x Scorpion)

  - No. 4 Wing RAF Regiment, RAF Wildenrath (en), contrôle administratif des escadrons Rapier basés en Allemagne de l'Ouest défendant les aérodromes de la Royal Air Force
    - No. 16 Squadron RAF Regiment (en), RAF Wildenrath (en), (Défense sol-air, 8x stations de lancement Rapier)
    - No. 26 Squadron RAF Regiment (en), RAF Gutersloh (en), (Défense sol-air, canon Bofers 47)
    - No. 37 Squadron RAF Regiment (en), RAF Bruggen (en), (Défense sol-air, 8x stations de lancement Rapier)
    - No. 63 Squadron RAF Regiment (en), RAF Gütersloh (en), (Défense sol-air, 8x stations de lancement Rapier)

  - No. 6 Wing RAF Regiment, RAF West Raynham (en), contrôle administratif des escadrons Rapier basés au Royaume-Uni défendant les aérodromes de la US Air Force
    - No. 19 Squadron RAF Regiment, RAF Brize Norton, (Défense sol-air, 8 stations de lancement Rapier, défense de la RAF Heyford et de la RAF Fairford)
    - No. 20 Squadron RAF Regiment (en), RAF Honington, (Défense sol-air, 8x stations de lancement de Rapier, défense de la RAF Alconbury, RAF Mildenhall et RAF Lakenheath)
    - No. 66 Squadron RAF Regiment, RAF West Raynham (en), (Défense sol-air, 8 stations de lancement Rapier, défense de la RAF Bentwat et de la RAF Woodbridge)

  - 33 Wing, RAF Gütersloh (en), contrôle administratif des escadrons de blindés légers basés en Allemagne de l'Ouest qui défendent les aérodromes de la Royal Air Force
    - No. 1 Squadron RAF Regiment (en), RAF Laarbruch (en), (Blindés légers, 15x Spartan, 6x Scorpion)
    - No. 51 Squadron RAF Regiment (en), RAF Bruggen (en), (Blindés légers, 15x Spartan, 6x Scorpion)

  - No. 34 Squadron RAF Regiment (en), RAF Akrotiri, Cyprus (Blindés légers, 15x Spartan, 6x Scorpion)

De plus, le régiment de la Royal Auxiliary Air Force Regiment mit en service les escadrons de réserve suivants:
- No. 2503 Squadron RAuxAF Regiment (en), RAF Scampton, (Infanterie)
- No. 2620 Squadron RAuxAF Regiment (en), RAF Marham, (Infanterie)
- No. 2622 Squadron RAuxAF Regiment (en), RAF Lossiemouth, (Infanterie)
- No. 2623 Squadron RAuXAF Regiment (en), RAF Honington, (Infanterie)
- No. 2624 Squadron RAuxAF Regiment, RAF Brize Norton, (Infanterie, affecté au soutien de la force Harrier en Allemagne de l'Ouest)
- No. 2625 Squadron RAuXAF Regiment, RAF St Mawgan, (Infanterie)
- No. 2729 Squadron RAuXAF Regiment, RAF Waddington, (défense sol-air)
- No. 2890 Squadron RAuXAF Regiment, RAF Waddington, (défense sol-air)

## Organisation et rôle

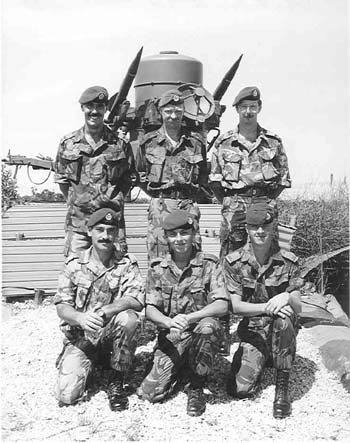
Le régiment de la RAF en mission au Belize en 1988 avec le système de missile Rapier

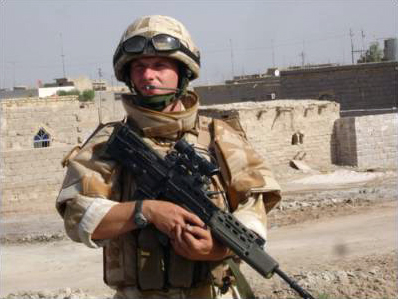
Un soldat de la RAF en Irak

Le régiment de la RAF est placé sous le commandement du 2e groupe du commandement aérien. Ses membres sont répartis en huit escadrons réguliers (No 1, 2, 15, 26, 27, 34, 51 et 63), dont six escadrons d'infanterie et deux spécialistes NRBC (nucléaire, radiologique, biologique et chimie), des unités placées sous l'égide de l'escadron de défense NRBC (No 20 Wing RAF Regiment), ainsi que quatre escadrons du Régiment de la Force aérienne auxiliaire royale (RAuxAF) (RAuxAF Regt). Les ressources utilisées sont celles de la RAF et, à cette fin, le personnel est entraîné en tant qu’infanterie mobile à se déplacer à pied, à bord d’hélicoptères et de véhicules de protection protégés, pour défendre des aérodromes et des sites d’atterrissage.
Hormis les blessés graves ou non, cinq soldats du régiment de la RAF ont été tués en Irak (un dans une fusillade, trois, dont un membre de la RAauxAF, dans un seul impact de mortier et un dans un accident de la route) et cinq personnes ont été tuées en Afghanistan (une en raison de tirs hostiles, quatre en raison d'engins piégés, dont un membre de RAauxAF âgé de 51 ans, le plus vieux membre des forces armées britanniques à être décédé en Afghanistan) avec un homme supplémentaire décédé dans un accident à Chypre après avoir quitté l'Afghanistan. En outre, au cours de la même période, trois croix militaires ont été attribuées à des membres du régiment de la RAF pour leur courage remarquable.
Quatre membres du régiment de la RAF ont été tués par l'IRA, tous en 1988 et 1989, l'un tué par des tirs hostiles en Irlande du Nord, le reste par des tireurs isolés ou des voitures piégées en Europe.

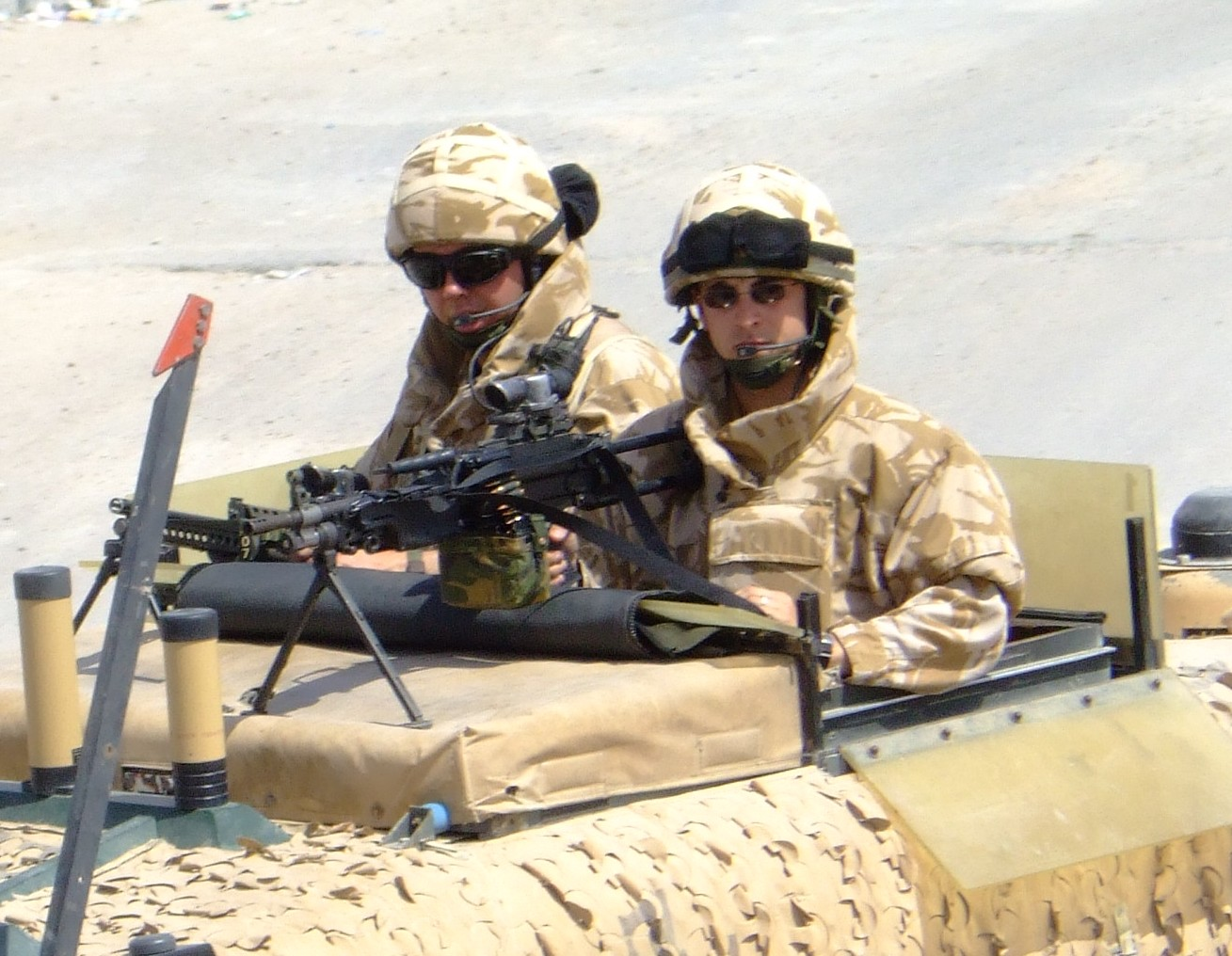
Deux membres du régiment de la RAF rentrant à la base aérienne de Bassora, en Irak, en mai 2006.

Les escadrons d'infanterie comptent 171 personnes, ce qui les rend plus grands qu’une compagnie d’infanterie de l’armée britannique. Tous les membres du personnel d'un escadron de régiment de la RAF ne sont pas des soldats qualifiés, mais peuvent participer à des services d'assistance spécialisés, tels que le personnel administratif et les chauffeurs. Un escadron typique du régiment de la RAF a des éléments de soutien de la RAF, mais ce personnel ne se déploie pas toujours lors de patrouilles ou autres opérations de combat. Tous les membres du régiment de la RAF sont des hommes car le gouvernement britannique a pour politique d'empêcher les femmes de servir dans des unités de combat rapproché. Cependant, l'intention était que d'ici la fin de 2018, les femmes soient autorisées à postuler à ces postes, le site Web de recrutement de la RAF «attendant avec impatience» les candidatures féminines pour le régiment de la RAF. Un examen effectué en 2017 a permis de déterminer que, même si le régiment était considéré comme l'infanterie de la Royal Air Force, il ressemblait davantage au Royal Armored Corps en termes de risque. En conséquence, les femmes seront admises dans le régiment RAF à partir de septembre 2017, soit une année complète avant les autres unités d'infanterie. En décembre 2016, il y avait environ 1 920 aviateurs et officiers, ainsi que 570 réservistes.

## Unités actuelles du régiment de la RAF
- Field Squadrons

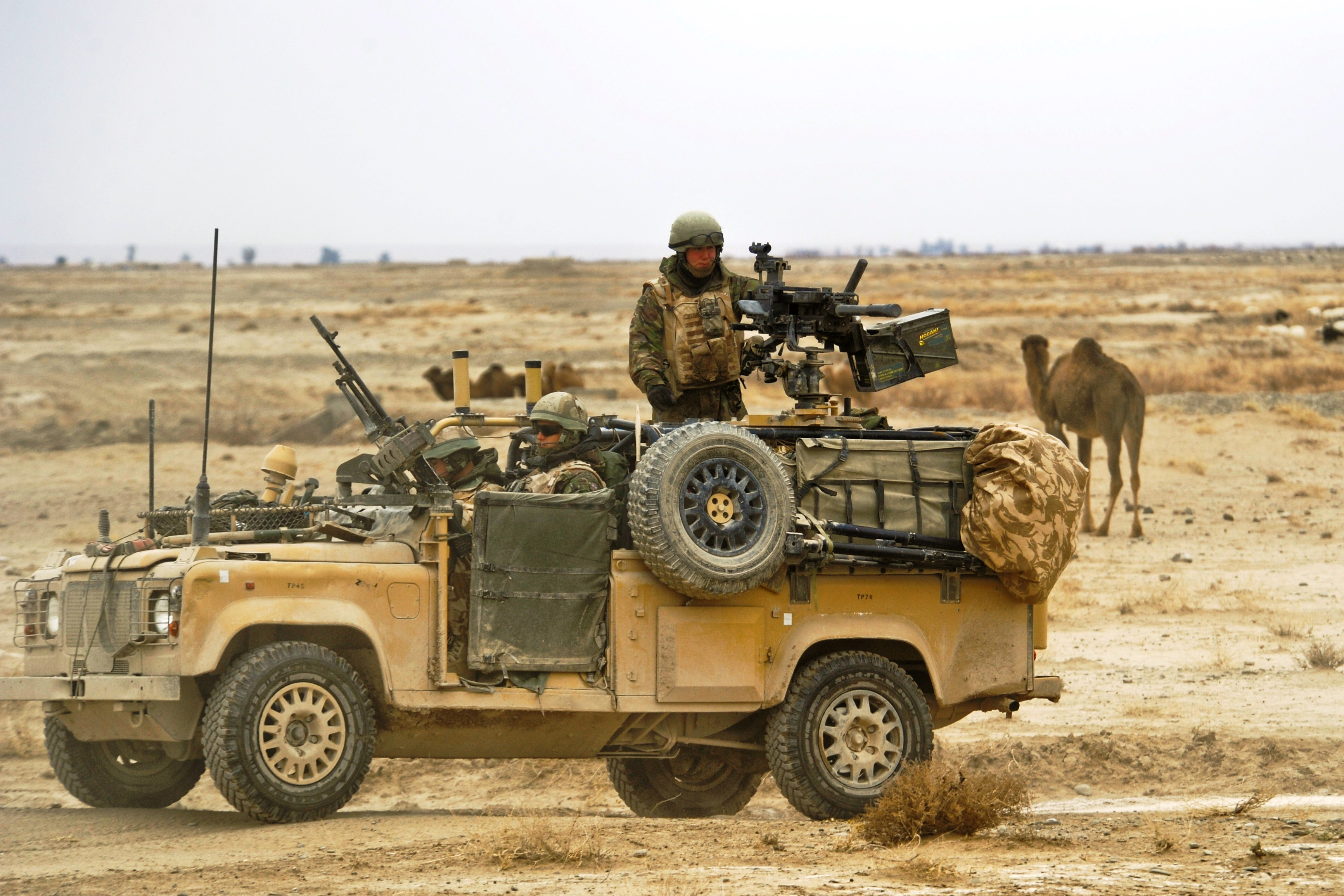
Le personnel du Royal Air Force Regiment, dans une Land Rover équipé d'un kit d'installation d'armement ("Wimik"), s'est arrêté sur une route alors qu'il menait une mission de combat près de l'aérodrome de Kandahar, en Afghanistan, en 2010.

  - 1 Squadron (basé sur RAF Honington, Suffolk)
  - II Squadron (en) (Parachutistes)[28] (basé sur RAF Brize Norton, Oxfordshire)
  - 15 Squadron (en) (basé sur RAF Honington, Suffolk)
  - 34 Squadron (en) (basé sur RAF Leeming (en), North Yorkshire)
  - 51 Squadron (en) (basé sur RAF Lossiemouth, Moray)
  - 63 Squadron (en)[32] (basé sur RAF Northolt, Middlesex)
- 20 Wing CBRN
  - 27 Squadron (en) (basé sur RAF Honington, Suffolk)
- Other units
  - Force Protection
    - RAF Force Protection (en) - QG sur RAF Honington
    - No. 2 Force Protection Wing - RAF Leeming (en)
    - No. 3 Force Protection Wing - RAF Marham
    - No. 4 Force Protection Wing - RAF Brize Norton
    - No. 5 Force Protection Wing - RAF Lossiemouth
    - No. 7 Force Protection Wing - RAF Coningsby
    - No. 20 RAF Regiment Wing - RAF Honington NRBC
- Royal Auxiliary Air Force (en) Regiment Squadrons
  - 501 County of Gloucestershire (en) Squadron RAuxAF Regiment
  - 504 County of Nottingham (en) Squadron RAuxAF
  - 603 City of Edinburgh (en) Squadron RAuxAF
  - No. 609 Squadron RAF (en) RAuxAF Squadron Royal
  - 2503 Squadron (en)
  - 2620 Squadron (en)
  - 2622 Squadron (en)
  - 2623 Squadron (en)

## Anciens membres notables
- Le comédien britannique Tony Hancock a rejoint le régiment de la RAF en 1942[33].
- Le footballeur britannique Brian Clough a également servi avec le régiment de la RAF pendant son service national[34].